# Quai Henri-IV
Le quai Henri-IV est une voie de circulation située le long de la Seine, à Paris, dans le 4e arrondissement. Il domine le port Henri-IV situé en contrebas, au contact direct de la Seine.

## Situation et accès
Long de 500 mètres, il commence au 1, boulevard Morland et se termine au pont de Sully et au 2, boulevard Henri-IV.
Le quartier est desservi par la ligne 7 à la station Sully - Morland.

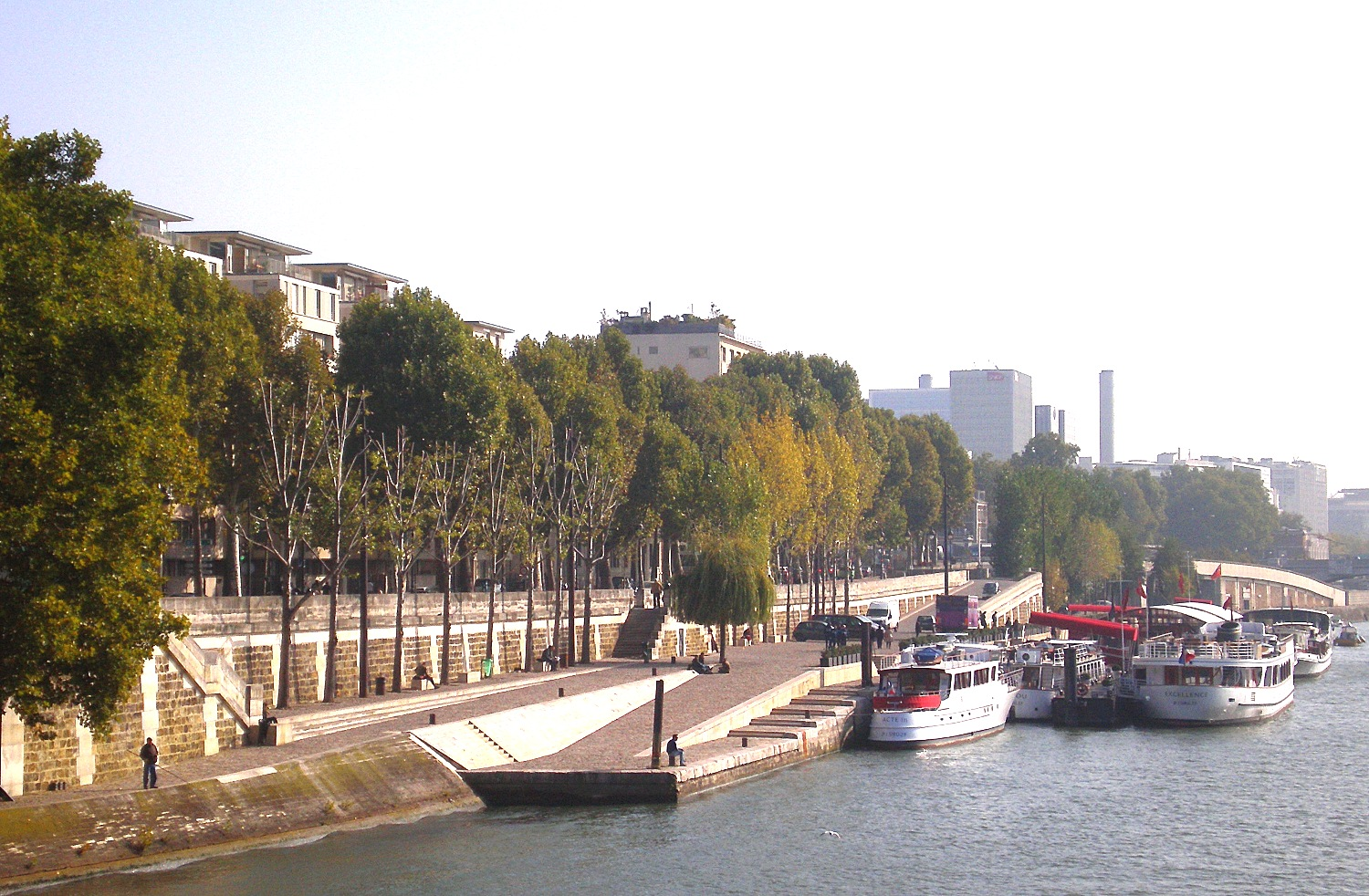
Quai et port Henri-IV.
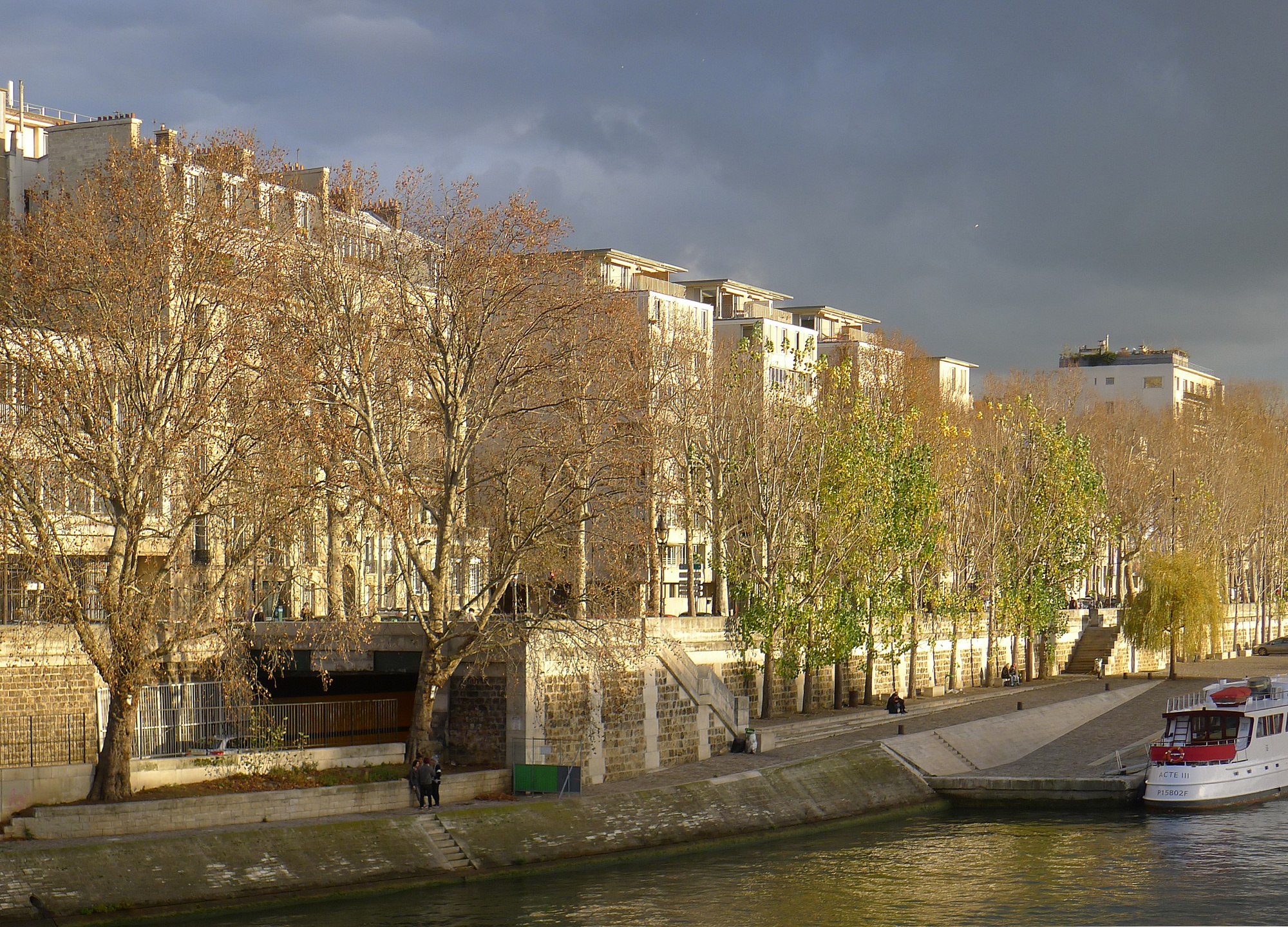
Le quai en automne.
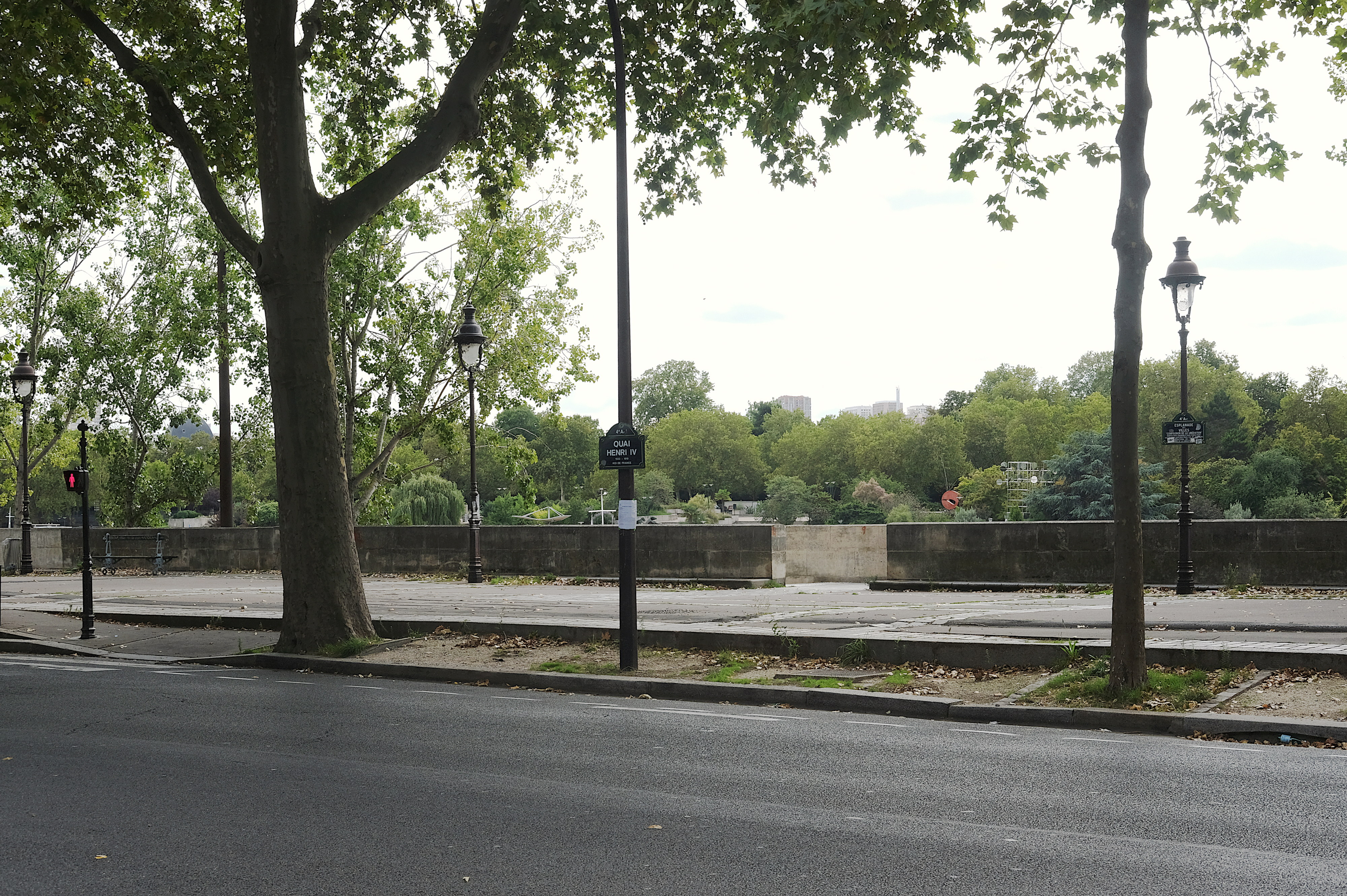
Le quai Henri-IV avec en arrière-plan l'esplanade des Villes-Compagnons-de-la-Libération.

## Origine du nom

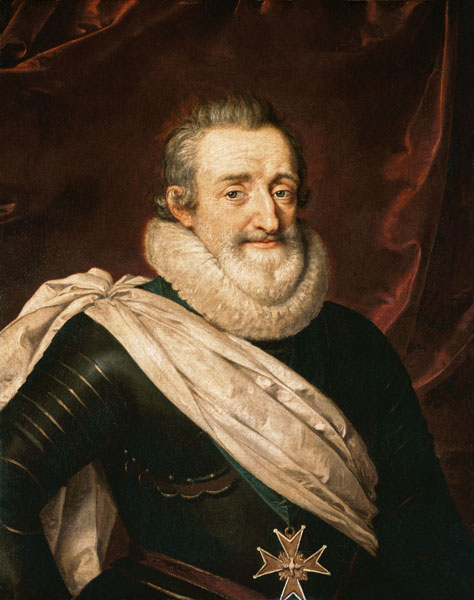
Portrait en buste du roi Henri IV.

Le quai rend honneur à Henri IV, roi de France et de Navarre.

## Historique
Construit en 1843 sur les terrains provenant de l'île Louviers, il a été dénommé en vertu d'une ordonnance royale du 5 août 1844,.

## Bâtiments remarquables et lieux de mémoire
- No  38 : ancien siège social de la société Lap (émaux lapidaires), qui a obtenu un diplôme d'honneur et la médaille d'or à l'Exposition internationale des arts décoratifs et industriels modernes de Paris en 1925[3].